# Pardon My Sarong
Pardon My Sarong es una película cómica de 1942, protagonizada por Bud Abbott, Lou Costello y dirigida por Erle C. Kenton.

## Argumento
Tommy Layton (Robert Paige), un aventurero soltero, alquila un autobús en la ciudad y va de paseo desde Chicago a Los Ángeles. Una vez allí tiene la intención de participar en una regata a Hawái. Los conductores del autobús, Algy (Bud Abbott) y Wellington (Lou Costello), son entonces perseguidos por un detective (William Demarest), contratado por la empresa de autobuses. Ellos escapan de la captura llevando el autobús por un muelle de pesca. Layton, quien está en su yate, los rescata y los contrata como miembros de su tripulación para la carrera. Una competidora en la carrera, Joan Marshall (Virginia Bruce) ha despedido a su tripulación original, sin él saberlo. Layton se venga secuestrándola y haciendo que participe en su yate en la carrera.
Mientras van de camino a Hawái, se encuentran con un huracán y terminan en una isla desierta, que es también el hogar del Dr. Varnoff (Lionel Atwill), un misterioso científico. Los nativos de la isla confunden a Wellington con un héroe legendario y le dicen de que debe casarse con la princesa Luana (Nan Wynn). Mientras tanto, el plan de Varnoff es hacer que el volcán entre en erupción con el fin de engañar a la tribu para que le entregue su joya sagrada. Los nativos envían a Wellington al volcán para derrotar el mal espíritu. Varnoff lo persigue al volcán, donde es derrotado por Wellington y Algy.

## Reparto
| Actor            | Rol           |
| ---------------- | ------------- |
| Bud Abbott       | Algy          |
| Lou Costello     | Wellington    |
| Virginia Bruce   | Joan Marshall |
| Robert Paige     | Tommy Layton  |
| Lionel Atwill    | Dr. Varnoff   |
| Leif Erickson    | Whaba         |
| Nan Wynn         | Luana         |
| William Demarest | Det. Kendall  |
| Samuel S. Hinds  | Chief Kolua   |
| Marie McDonald   | Ferna         |
| Janet Warren     | Amo           |

## Producción
Pardon My Sarong fue filmada en Mayfair Productions del 2 de marzo al 28 de abril de 1942. El proyecto original de la película, el 19 de julio de 1941, fue titulado Road to Montezuma.
The Ink Spots tocaron en esta película junto al tenor Deek Watson tocando la trompeta en la canción Shout Brother Shout. El famoso grupo de baile Tip, Tap, and Toe bailó durante la escena en el club nocturno. Sin embargo, las escenas de María Montez fueron eliminadas de la película. 